# Fars hatt
Fars hatt är ett hotell med anor från 1600-talet. Hotellet öppnades 1684, då som ett värdshus med åtta rum, och har idag 120 rum. Hotellet är beläget i Kungälv, ett stenkast från Fästningsholmen och Bohus fästning. Hotellet har fått sitt namn från det enda kvarvarande tornet på fästningen, Fars hatt, vilket gavs till hotellet efter en namntävling i Göteborgs-Posten vid nyinvigningen av hotellet 1958, då den tidigare Stadskällaren brunnit ner till grunden.
Den 9 september 2021 meddelade Göteborgs-Posten att företaget hade satts i konkurs, och att verksamheten skulle stängas redan dagen efter. Fars hatt fick i oktober samma år en ny ägare när hotellet köptes av Dialog hotels.